# Zitterlingsartige
Die Zitterlingsartigen (Tremellales) sind eine Ordnung der Tremellomycetes. Sie leben auf absterbenden oder toten Zweigen und Ästen unterschiedlicher Baumarten. Früher wurden die zugehörigen Arten aufgrund ihrer längs septierten Basidien zu der inzwischen obsoleten Klasse der Phragmobasidiomycetes oder Heterobasidiomycetes gerechnet.
In Mitteleuropa existieren etwa 200 Arten von Pilzen, die zu dieser Ordnung gehören.

## Beschreibung
Die Zitterlingsartigen können bei Trockenheit einschrumpfen und bei Feuchtigkeit wieder stark aufquellen. Die Fruchtkörper sind im gequollenen Zustand gallertartig. Die Basidien sind längs septiert.

## Systematik
Zur Ordnung werden folgende Familien gezählt (mit ausgewählten Gattungen und Arten):
- Bulleraceae
  - Bullera
  - Fonsecazyma
  - Genulevuria
  - Pseudotremella
- Bulleribasidiaceae
  - Bulleribasidium
  - Derxomyces
  - Dioszegia
  - Hannaella
  - Nielozyma
  - Vishniacozyma
- Carcinomycetaceae
  - Carcinomyces
- Cryptococcaceae
  - Cryptococcus
  - Kwoniella
- Cuniculitremaceae
  - Fellomyces
  - Kockovaella
  - Sterigmatosporidium
- Naemateliaceae
  - Dimennazyma
  - Naematelia
    - Naematelia aurantia
    - Naematelia encephala
- Phaeotremellaceae
  - Gelidatrema
  - Phaeotremella
    - Blattartiger Zitterling – Phaeotremella foliacea
- Rhynchogastremataceae
  - Papiliotrema
  - Rhynchogastrema
- Sirobasidiaceae
  - Fibulobasidium
  - Sirobasidium
- Zitterlingsverwandte – Tremellaceae
  - Zitterlinge – Tremella
    - Goldgelber Zitterling – Tremella mesenterica
- Trimorphomycetaceae
  - Carlosrosaea
  - Saitozyma
  - Sugitazyma
  - Trimorphomyces